# Cynan Jones
Cynan Jones (Aberaeron, 27 febbraio 1975) è uno scrittore britannico.

## Biografia
Nato nei pressi di Aberaeron nel 1975, vi risiede e lavora.
Dopo aver lavorato come insegnante e manovale in fattorie e cantieri, nel 2007 ha esordito nella narrativa con il romanzo La lunga siccità ottenendo un Betty Trask Award.
Il suo secondo romanzo, Out onto the water, è uscito in italiano con il titolo Le cose che non vogliamo più mentre è rimasto inedito nel Regno Unito.
Autore di altri 4 romanzi e di una raccolta di racconti, nel 2017 è stato insignito del BBC National Short Story Award grazie al racconto The Edge of the Shoal.
Eletto membro della Royal Society of Literature nel 2019, ha scritto un episodio della serie televisiva Hinterland, alcune storie per la radio e i suoi libri sono stati tradotti in più di 20 paesi.

## Opere (parziale)

### Romanzi
- La lunga siccità (The Long Dry, 2006), Milano, Isbn, 2009 traduzione Gioia Guerzoni ISBN 978-88-7638-116-4.
- Le cose che non vogliamo più (Out onto the water, inedito), Milano, Isbn, 2011 traduzione Gioia Guerzoni ISBN 978-88-7638-181-2.
- Everything I Found on the Beach (2011)
- The Dig (2014)
- La Baia (Cove, 2015), Roma, 66thand2nd, 2020 traduzione Gioia Guerzoni ISBN 978-88-329-7110-1.
- Stillicide (2019)

### Raccolte di racconti
- 3 Tales (2018)

## Premi e riconoscimenti
Betty Trask Award
- 2007 vincitore con La lunga siccità

BBC National Short Story Award
- 2017 vincitore con The Edge of the Shoal